# Метод ликова
Метод ликова (или метод огледалских ликова) је један од основних начина решавања проблема у електромагнетизму који се ослања на симетрију система. Метод подразумева уочавање карактеристичне површи за дат проблем (раван, сферна површ итд.) у односу на коју се наелектрисања пресликају на одређени начин, тако да на тој површи остану задовољени исти гранични услови (Дирихлеови или Нојманови гранични услови).
Оправданост коришћења ове методе је последица Теореме о јединствености која гарантује јединствени облик потенцијала за дати систем ако су одређена густинска наелектрисања и гранични услови за дату област.

## Примена код различитих симетрија
Метод симетрија се најчешће примењује код раванске и сферне симетрије. Примењује се за тачкаста наелектрисања, електричне диполне моменте, магнетне диполе око суперпроводних површина и друге системе.
Карактеристични примери у којима се примењује метод ликова:
- Код раванске симетрије
- Код сферне симетрије